# Faro Miramar
El faro Miramar es un faro antiguamente ubicado en la intersección de la avenida Costanera y la calle 25 de la ciudad argentina de Miramar, en la provincia de Buenos Aires. Actualmente se encuentra sobre el edificio Playa Club de dicha ciudad.

## Historia
El primer faro emplazado en torno a la Miramar se llamó faro Punta Hermengo y fue construido en 1929 sobre una estructura metálica y pintado con franjas rojas y blancas. Su alcance óptico era de 12 millas náuticas y el sistema era alimentado con gas de acetileno.
En 1962 se hicieron cambios en la linterna. En 1985 se reemplazó el equipo de gas por un sistema de energía eléctrica. El faro Punta Hermengo fue dado de baja en 1988 tras la inauguración del faro Miramar.
En 1988 el faro fue reubicado y se instaló en la azotea del edificio Playa Club, sobre una torre de mampostería de 1,40 m.

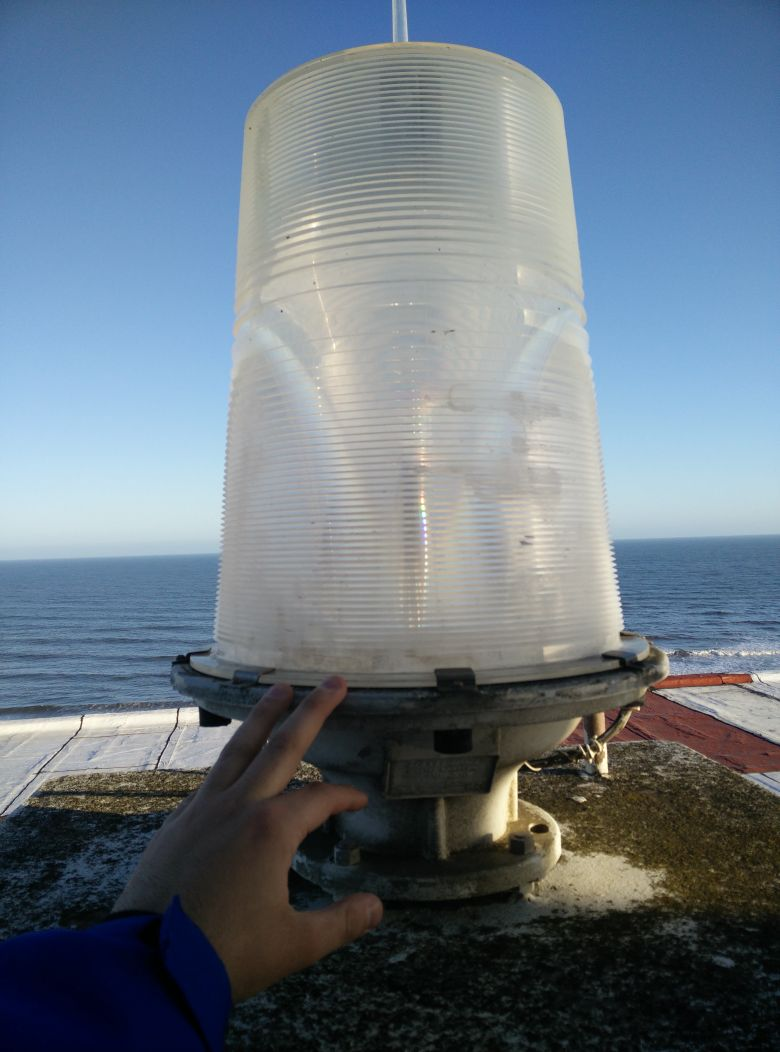
Comparación de tamaño entre una mano y la baliza